# Intel Vaunt
Intel Vaunt  (engl. to vaunt sth. = etwas rühmen) ist eine Smartglass von Intel. Hierbei sollen die Informationen per Laser auf die Netzhaut der Nutzer übermittelt werden (Erweiterte Realität). Auf eine Kamera, LED-Bildschirm und andere Peripherie wird daher verzichtet. The Verge bezeichnet sie daher auch als „Heads-Up Display im eigenen peripheren Blickfeld“. Die Vaunt soll außerdem als normale Brille verwendet werden können und nicht als smarte Brille erkannt werden. Sie soll 50 Gramm wiegen und eine Akkulaufzeit von 18 Stunden haben, lässt sich aber ohne Akku auch noch als normale Brille weiterhin verwenden.

## Funktionsweise
Der Laser der Vaunt projiziert ein etwa 400 × 150 Pixel großes Bild auf einen holographischen Reflektor und gibt es direkt auf die Netzhaut wieder. Steuern lässt sich die Brille über eine Smartphone-App mit einer Bluetooth-Verbindung. Da es sich um einen Class-One-Laser mit minimaler Leistung handelt, geht nach Intel keine Gefahr für die Augen aus. Eine Anpassung auf die Netzhaut erfolgt durch die Messung des Pupillenabstands zur Brille. Rechts unten im Blickfeld des Nutzers werden die gewünschten Informationen angezeigt. Wird der Blick aber nicht darauf fokussiert, verschwindet die Anzeige wieder. Des Weiteren verfügt die Vaunt über einen Kompass- und Beschleunigungssensor, um die Handgesten und Blickrichtungen des Nutzers zu erkennen. Anwendungsbeispiele sind zum Beispiel Wegbeschreibungen, Nachrichten vom Smartphone, gewünschte Rezepte und Bewertungen von Restaurants. Eine künstliche Intelligenz soll relevante Inhalte von unwichtigen filtern.

## Geschichte
2018 sollen erste Entwicklerkits in einer Early-access-Version verteilt werden.